# Травневе (Кривий Ріг)
Травне́ве  — житловий масив розташований у Довгинцівському районі Кривого Рогу.
Закладений на початку ХХ століття як селище залізничників. Забудова велася хаотично, існували землянки, бараки. Із 30-х називалося ім'ям А. Жданова. Розвитку набув у кінці 40-70-х рр.
У лютому 1991 одержав сучасну назву. Має 4 вулиці, 73 приватні будинки, мешкає 203 особи.